# Headless Cross
Headless Cross četrnaesti je studijski album britanskog heavy metal sastava Black Sabbath. Diskografska kuća I.R.S. Records objavila ga je 24. travnja 1989. godine. Drugi je album skupine na kojem pjeva Tony Martin i prvi od triju uradaka na kojem bubnjeve svira Cozy Powell; ostali uradci na kojima je svirao su Tyr i Forbidden.

## O albumu
Prema autobiografiji Tonyja Iommija Iron Man: My Journey Through Heaven and Hell with Black Sabbath Warner Bros. Records 1988. je godine raskinuo ugovor sa sastavom nakon osamnaest godina suradnje i nakon što je Vertigo Records također raskinuo ugovor s njim. Iommi je tada upoznao Milesa Copelanda, koji je tad bio vlasnik I.R.S. Recordsa. Copeland mu je rekao: "Znaš skladati albume i znaš što ljudi žele. Samo čini to i bit ću zadovoljan." Te su riječi nagovorile Iommija da potpiše ugovor s I.R.S.-om.
Iommi je upitao britanskog bubnjara Cozyja Powella – koji je svirao s Jeffom Beckom, Rainbowom, MSG-jem i Whitesnakeom – želi li se pridružiti Black Sabbathu. Iommi i Powell počeli su skladati pjesme u Iommijevoj kući, a na probama im se pridružio Tony Martin. Iommija je potom nazvala Gloria Butler, supruga i menadžerica Geezera Butlera, i rekla mu da se basist ponovno želi pridružiti skupini. Međutim, Butler se odlučio pridružiti izvođačima na turneji za album No Rest for the Wicked Ozzyja Osbournea. Iommi je u početku razmišljao o tome da u sastav opet pozove Ronnieja Jamesa Dija, ali ga je Powell odgovorio od te ideje i predložio mu da Martin ostane. Powell i Iommi jedini su producenti albuma.
Laurence Cottle svirao je bas-gitaru kao studijski glazbenik, a ne kao službeni član grupe. Pojavio se u spotu za naslovnu pjesmu, ali nije bio prisutan na promidžbenim fotografijama. Na turneji je njegovo mjesto zauzeo basist Neil Murray, koji je radio s Whitesnakeom i Garyjem Mooreom.
Tekstovi pjesama na albumu uglavnom se sastoje od okultnih i sotonističkih motiva; to je jedini put u karijeri skupine da je cijeli neki njezin uradak utemeljen na takvim idejama.
Na skladbi "When Death Calls" gitarističku solodionicu svira Queenov gitarist Brian May.
Izvorno ime pjesme "Call of the Wild" bilo je "Hero", no Iommi joj je promijenio naziv kad je Osbourne iskoristio to ime za jednu pjesmu na albumu No Rest for the Wicked. Prvotno ime "Devil & Daughter" bilo je "Devil's Daughter", ali promijenjeno je zbog istog razloga. "Call of the Wild" i "Devil & Daughter" također su jedine pjesme koje ne završavaju postupnim stišavanjem i Martinovim improviziranim vokalima; međutim, na pjesmi "Nightwing" postupno se stišava zvuk skupine, ali Martin ne pjeva improvizirano. Prema Martinovim su riječima na pjesmi "Nightwing" ostale vokalne dionice snimljene tijekom probnog snimanja jer je Iommi smatrao da zvuče bolje od onih na naknadnim snimkama.
Za skladbu "Black Moon" Martin je izjavio: "'Black Moon' nastala je kad je pjevač bio Ray Gillen… Kad su s njim radili Tony Iommi, Geoff Nicholls, Eric Singer i Dave Spitz. Ostala im je jedna pjesma na kojoj nije bilo pjevanja i Tony me upitao bih li mogao pjevati na njoj. Napisao sam stihove i otpjevao ih u jednome danu! Nikad je nismo odsvirali [uživo] jer ima već previše pjesama Black Sabbatha koje publika obožava."
Prema knjižici albuma naslovnicu je dizajnirao Kevin Wimlett. Omot je dizajnirao The Leisure Process. Britanski omot bio je crno-bijel, dok je njemačka inačica sadržavala i boju.

## Turneja
Tijekom promidžbene turneje za taj album na početku svakog koncerta svirala je "Ave Satani", glavna tema iz Oscarom nagrađenog filma Pretkazanje Jerryja Goldsmitha, koja bi počela svirati nakon što bi se ugasila sva svjetla. Ta bi skladba potom prešla u snimku pjesme "The Gates of Hell", a skupina bi započela svoj nastup pjesmom "Headless Cross". Tu je uvodnu vrpcu s "Ave Satani/The Gates of Hell" koristila mnogo puta na mnogim turnejama sve do koncerata za album Reunion. Pjesmu "Headless Cross" svirala je na svim naknadnim turnejama kad je Tony Martin bio njezin član, no jedina pjesma s Headless Crossa koju je svirala i poslije promidžbene turneje za taj album bila je "When Death Calls".
Black Sabbath jedan je od prvih sastava koji je otišao na turneju u Rusiju 1989. godine nakon što je Mihail Gorbačov otvorio granice države zapadnjačkim izvođačima. Black Sabbath održao je ukupno 25 koncerata; njih 13 na Olimpijskom stadionu u Moskvi, a njih 12 u Dvorani EKS u Sankt-Peterburgu. Dva nastupa 19. studenog, od kojih se jedan održao poslijepodne, a drugi navečer, snimljena su i objavljena na DVD-u 2008. godine.
Tony Martin trenutačno je na turneji s koncertnim sastavom nazvanim po albumu, Tony Martin's Headless Crossom. Njihov je član bio i bivši član Black Sabbatha, Geoff Nicholls, do njegove smrti 2017. godine.

## Singlovi
S Headless Crossa objavljena su dva singla za radio; skraćena inačica naslovne skladbe i "Devil & Daughter". Prva je pjesma bila dostupna kao gramofonska ploča od sedam inča koju je osobno potpisao Iommi, ali i kao ploča od 12 inča u omotu za poster, ograničena na 2.500 primjeraka. "Devil & Daughter" objavljena je kao sedmoinčna oslikana ploča, dvanaestoinčna ploča s oslikanim omotom i kao sedmoinčni box set koji je sadržavao singl, nekoliko razglednica i matricu logotipa sastava.
Skladba "Black Moon" izvorno je bila B-strana singla "The Shining", ali je ponovno snimljena za Headless Cross.
Bonus skladba "Cloak and Dagger" B-strana je singla "Headless Cross", a kasnije se pojavila na gramofonskoj inačici uratka s oslikanom pločom. U vrijeme objave albuma jedine inačice "Cloak and Dagger" i skraćene verzije pjesme "Headless Cross" na CD-u nalazile su se na odvojenim promidžbenim CD-ima.

## Recenzije
Kritičari i obožavatelji smatrali su Headless Cross jednim od najboljih albuma Black Sabbatha do tad. Eduardo Rivadavia, glazbeni recenzent AllMusica, dodijelio mu je četiri od pet zvjezdica i izjavio: "Headless Cross, vjerojatno najbolji album Black Sabbatha nakon razdoblja s Ozzyjem odnosno Dijem, sadrži i jednu od najsnažnijih postava Black Sabbatha... Ukratko, za one koji su dovoljno mudri da cijene diskografiju Black Sabbatha i nakon ključnih Osbourneovih i Dijevih albuma nema bolje početne točke od Headless Crossa ili njegovog jednako vrijednog prethodnika, The Eternal Idola".
Uradak je na ljestvici Billboard 200 proveo osam tjedana, a pojavio se na 115. mjestu. Budući da je prodaja uratka u SAD-u bila slaba, turneja je bila skraćena. Iommi je Sabbathovu fanzinu Southern Cross izjavio: "Kad je I.R.S. objavio naš prvi uradak, Cozy i ja otišli smo u prodavaonice albuma u Torontu, Kanadi, gdje smo bili prilično popularni. Nitko nije mogao dobiti album, nije ga bilo u prodavaonicama... Nevjerojatno. Žestoko smo se posvađali s lokalnim zastupnikom. Malo je nedostajalo da ga udarim u bradu – situacija je doista bila tako loša. Na kraju svega, mi smo oni koji pate. Kažu 'O, nije se prodavao.' Kako bi se uopće mogao prodavati ako ga niste donijeli u prodavaonice?"
Godine 2005. album se našao na 403. mjestu u knjizi 500 najboljih rock i metal albuma svih vremena časopisa Rock Hard.

## Popis pjesama
| 1. | »The Gates of Hell« (instrumental) | 1:06 |
| 2. | »Headless Cross«                   | 6:29 |
| 3. | »Devil & Daughter«                 | 4:44 |
| 4. | »When Death Calls«                 | 6:55 |

| B-strana | B-strana                   | B-strana | B-strana | B-strana | B-strana | B-strana | B-strana | B-strana | B-strana |
| Br.      | Skladba                    | Trajanje |          |          |          |          |          |          |          |
| -------- | -------------------------- | -------- | -------- | -------- | -------- | -------- | -------- | -------- | -------- |
| 5.       | »Kill in the Spirit World« | 5:11     |          |          |          |          |          |          |          |
| 6.       | »Call of the Wild«         | 5:19     |          |          |          |          |          |          |          |
| 7.       | »Black Moon«               | 4:06     |          |          |          |          |          |          |          |
| 8.       | »Nightwing«                | 6:38     |          |          |          |          |          |          |          |
| 40:28    |                            |          |          |          |          |          |          |          |          |

- Inačica albuma s oslikanom gramofonskom pločom na A-strani sadrži pjesmu "Cloak & Dagger" kao petu pjesmu, a traje 4 minute i 37 sekundi. Skladba "Kill in the Spirit World" tako je postala šesta skladba.

## Zasluge
| Black Sabbath - Cozy Powell – bubnjevi, produkcija - Geoff Nicholls – klavijature - Tony Iommi – gitara, produkcija - Tony Martin – vokali | Dodatni glazbenici - Laurence Cottle – bas-gitara - Brian May – gitara (na pjesmi "When Death Calls") Ostalo osoblje - Kevin Wimlett – dizajn, naslovnica - Sean Lynch – tonska obrada, miksanje |

## Ljestvice
| Ljestvica (1989.)      | Najviša Pozicija |
| ---------------------- | ---------------- |
| Nizozemska             | 71               |
| Njemačka               | 18               |
| SAD (Billboard 200)    | 115              |
| Švedska                | 22               |
| Švicarska              | 23               |
| Ujedinjeno Kraljevstvo | 31               |